# Élection présidentielle française de 2002
L'élection présidentielle française de 2002 a pourvu à l'élection, au suffrage universel et au scrutin uninominal majoritaire à deux tours, du président de la République française pour le premier quinquennat de l'histoire. Elle est la huitième élection présidentielle de la Ve République et la septième au suffrage universel direct. Le scrutin se tient les 21 avril et 5 mai 2002.
Cette élection intervient après cinq ans de cohabitation entre le Premier ministre socialiste, Lionel Jospin, et le président de la République, issu du RPR, Jacques Chirac. Tous deux sont donnés favoris tout au long de la campagne, mais souffrent de leur grande proximité programmatique, notamment sur les sujets européens. Lionel Jospin affirme que son programme est « moderne, mais pas socialiste », ce qui continue de brouiller les lignes. Jacques Chirac axe sa campagne sur sa critique des prélèvements obligatoires et de l'insécurité.
Le « troisième homme » est un temps Jean-Pierre Chevènement, avant que la fin de campagne n'avantage le président du Front national, Jean-Marie Le Pen, qui présente un programme nationaliste en seize points.
Cette élection marque durablement la vie politique française. Le premier tour place en tête Jacques Chirac (19,88 %) et, à la surprise générale, Jean-Marie Le Pen (16,86 %). Lionel Jospin arrive en troisième position avec 16,18 % des voix. Ce résultat s'explique en partie par la division de la gauche plurielle et par les scores réalisés par l'extrême gauche. C'est la deuxième fois (avec celle de 1969) qu'un candidat de gauche n'est pas présent au second tour d'une élection présidentielle sous la Ve République et la première fois qu'un candidat d'extrême droite y figure. Enfin, et pour la première fois sous la Ve République, aucun candidat ne franchit le seuil de 20 % au premier tour.
Au second tour, Jacques Chirac l'emporte avec 82,21 % des suffrages, grâce au soutien massif de la gauche, qui applique ce concept du front républicain face au candidat du Front national. La quasi-totalité des candidats éliminés au premier tour, de la société civile et des médias de masse avait appelé à voter Jacques Chirac, explicitement ou non.
Au soir de sa défaite, Lionel Jospin annonce son retrait de la vie politique, puis présente la démission de son gouvernement. Après sa réélection, Jacques Chirac nomme un gouvernement dont les ministres proviennent de partis appelés à former un parti recentré : l'UMP. Ce scrutin a par la suite favorisé le concept de vote utile, tandis que l'expression de « 21 avril », en référence aux résultats du premier tour de cette élection, s'est imposée.

## Contexte
En 1997, après la victoire de la gauche plurielle aux élections législatives, le président Jacques Chirac nomme le premier secrétaire du Parti socialiste, Lionel Jospin, à la tête du gouvernement. C'est le début de la troisième cohabitation.
Le climat politique est, d'après les descriptions du moment, particulièrement négatif, sans enjeu réel, sujet à la contestation, sur fond d'affaires judiciaires et dans un paysage politique très éclaté,.
À la suite du référendum de 2000, le mandat du président de la République française passe de sept à cinq ans. Le gouvernement Jospin choisit ensuite de placer la présidentielle avant les législatives, afin de redonner la primauté au Président et de limiter les risques de cohabitation.
Les deux camps politiques vont dès lors se marquer de près, au point que leurs slogans se parasitent. Le Parti socialiste, dans sa pré-campagne, propose « la France en mieux, la France ensemble », alors que le candidat Chirac répond par le slogan « la France en grand, la France ensemble » (exemples de nominalisation anaphorique, figure de base de la rhétorique politique).

## Candidats
Évoquant la quête des parrainages par les candidats, l'universitaire Patrick Grosieux souligne que « jamais, depuis l’instauration du suffrage universel en 1962, cette formalité n’avait été aussi rude ».
Le Conseil constitutionnel présente, le 4 avril 2002, la liste des candidats dans un ordre tiré au sort. Un record de seize personnalités parviennent à réunir les 500 présentations nécessaires pour se présenter à cette huitième élection présidentielle sous la Ve République.
Charles Pasqua, Nicolas Miguet, Jacques Cheminade, Antoine Waechter, Brice Lalonde, Pierre Larrouturou, Pierre Rabhi, Dieudonné ou encore Renaud Camus font partie des candidats n'étant pas parvenus à recueillir les 500 présentations.

### Extrême gauche

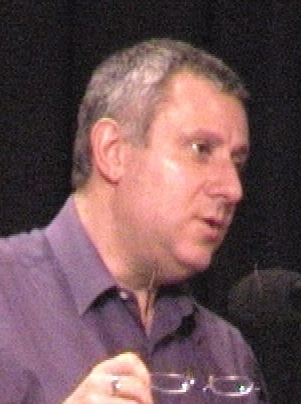
Daniel Gluckstein Parti des travailleurs
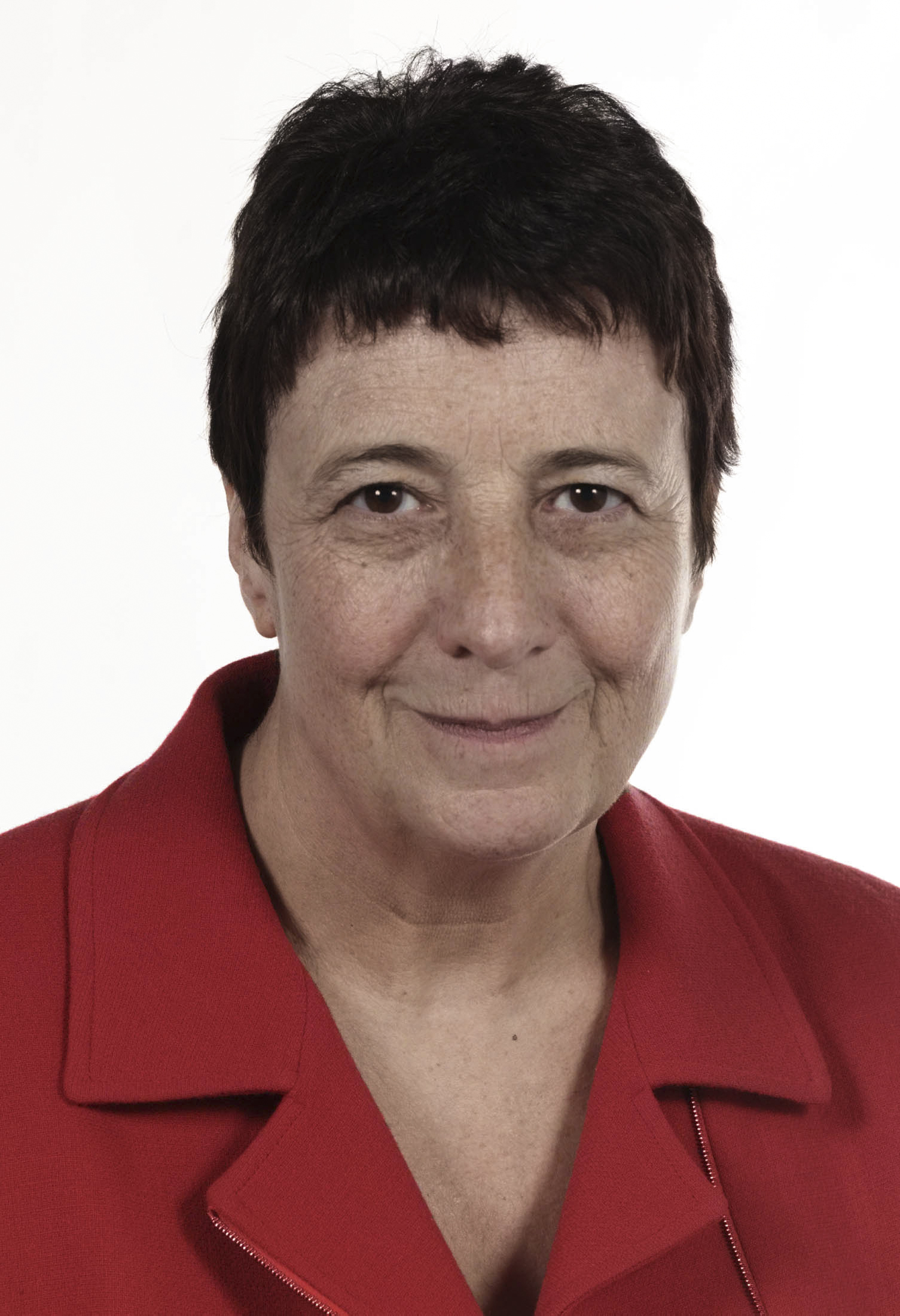
Arlette Laguiller Lutte ouvrière (1974 : 2,33 % – 1981 : 2,30 % – 1988 : 1,99 % – 1995 : 5,30 %)
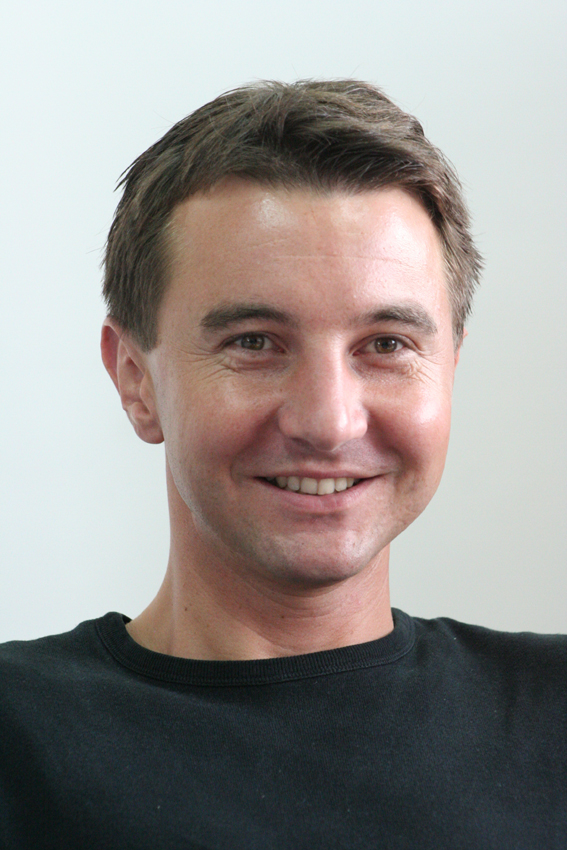
Olivier Besancenot Ligue communiste révolutionnaire

### Gauche
Alain Lipietz se voit désigné candidat des Verts après avoir gagné la primaire écologiste mais il doit renoncer en raison de la polémique suscitée par son appel à amnistier les auteurs de crimes de sang en Corse, y compris les assassins du Préfet Erignac : il est remplacé par Noël Mamère, qui avait échoué face à lui au second tour et dont la candidature est « discrètement soutenue par la direction du Parti socialiste qui redoutait qu’Alain Lipietz ne compromette définitivement en 2002 les chances de la majorité plurielle sortante ».

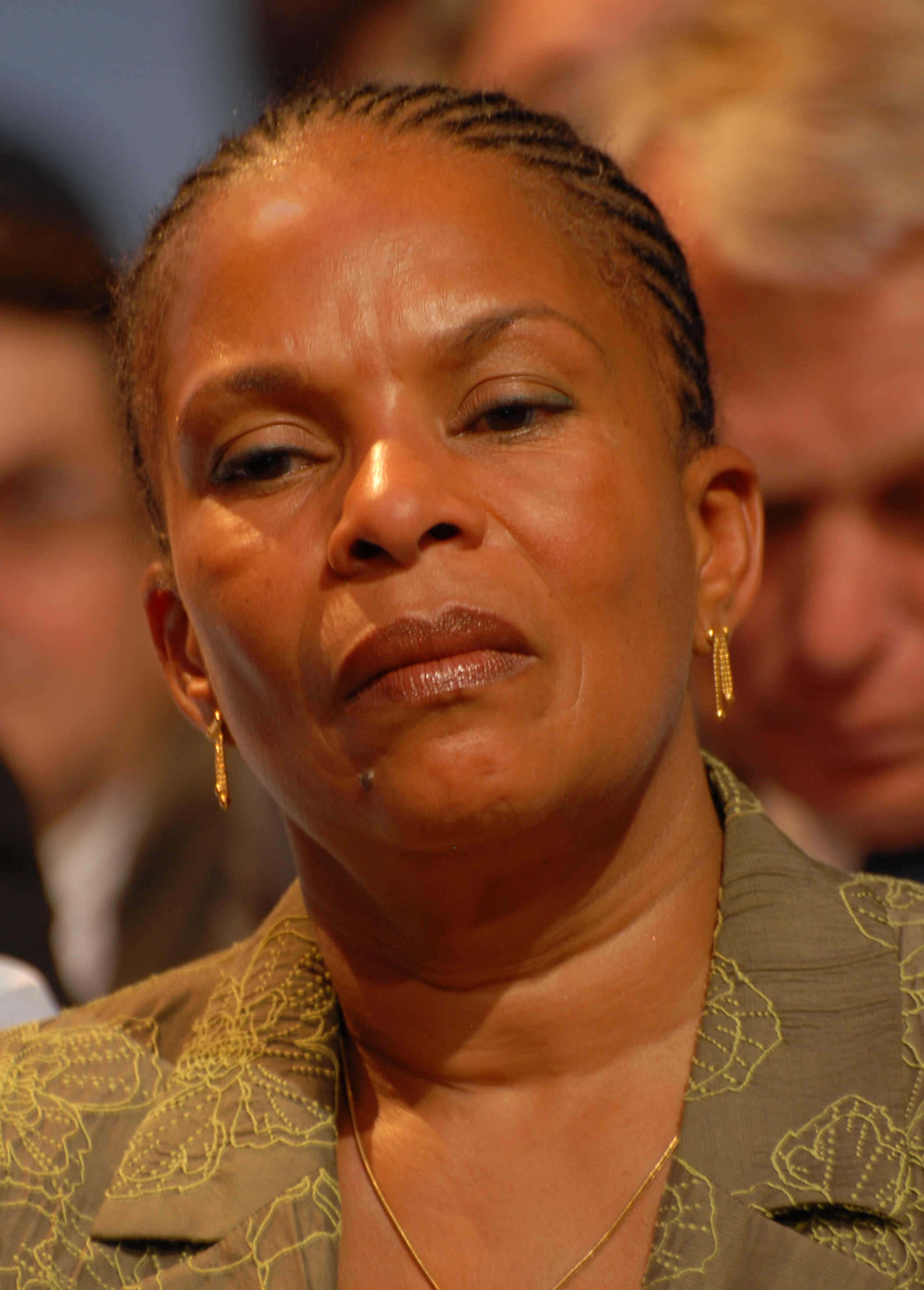
Christiane Taubira Parti radical de gauche
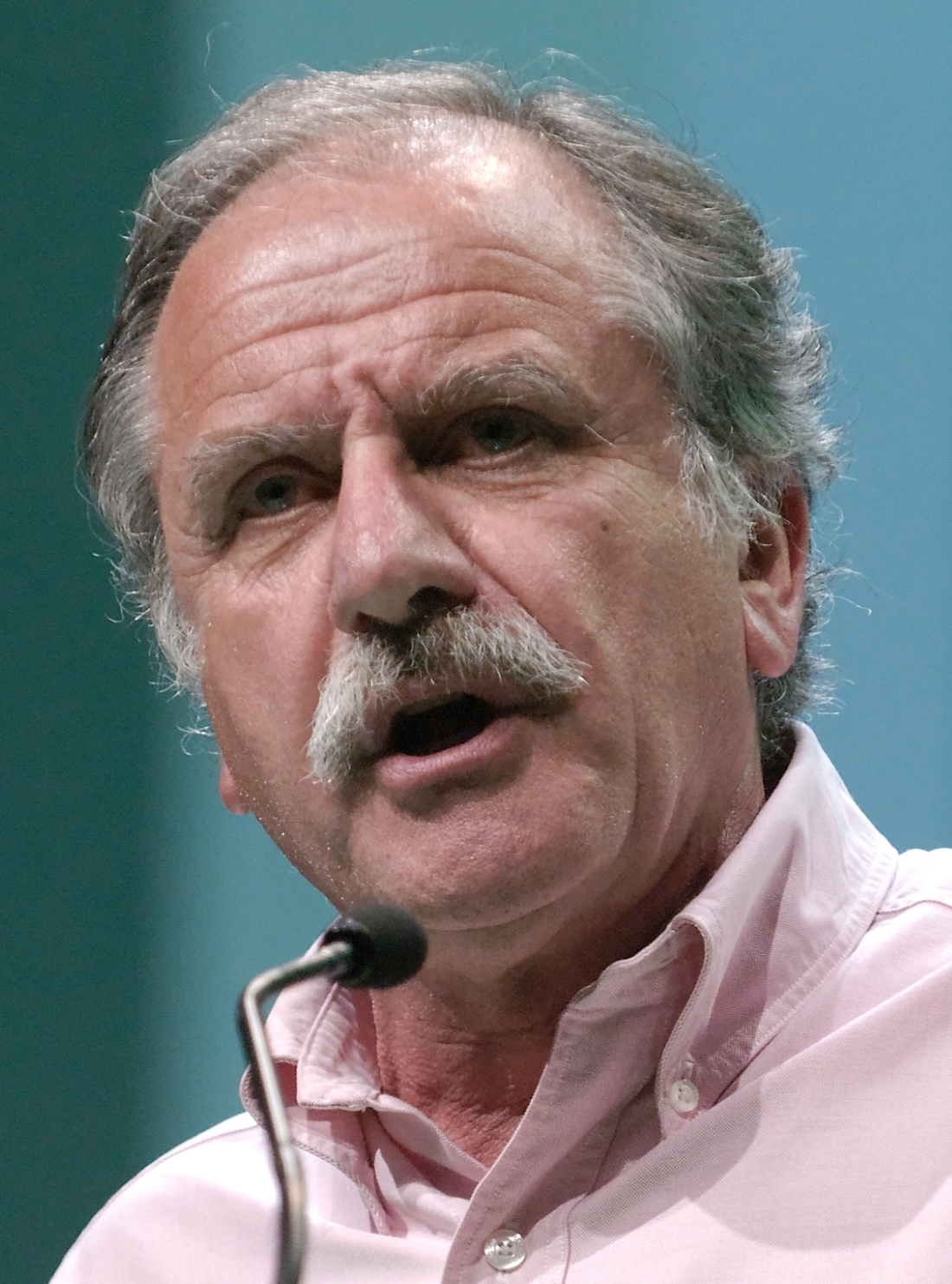
Noël Mamère Les Verts
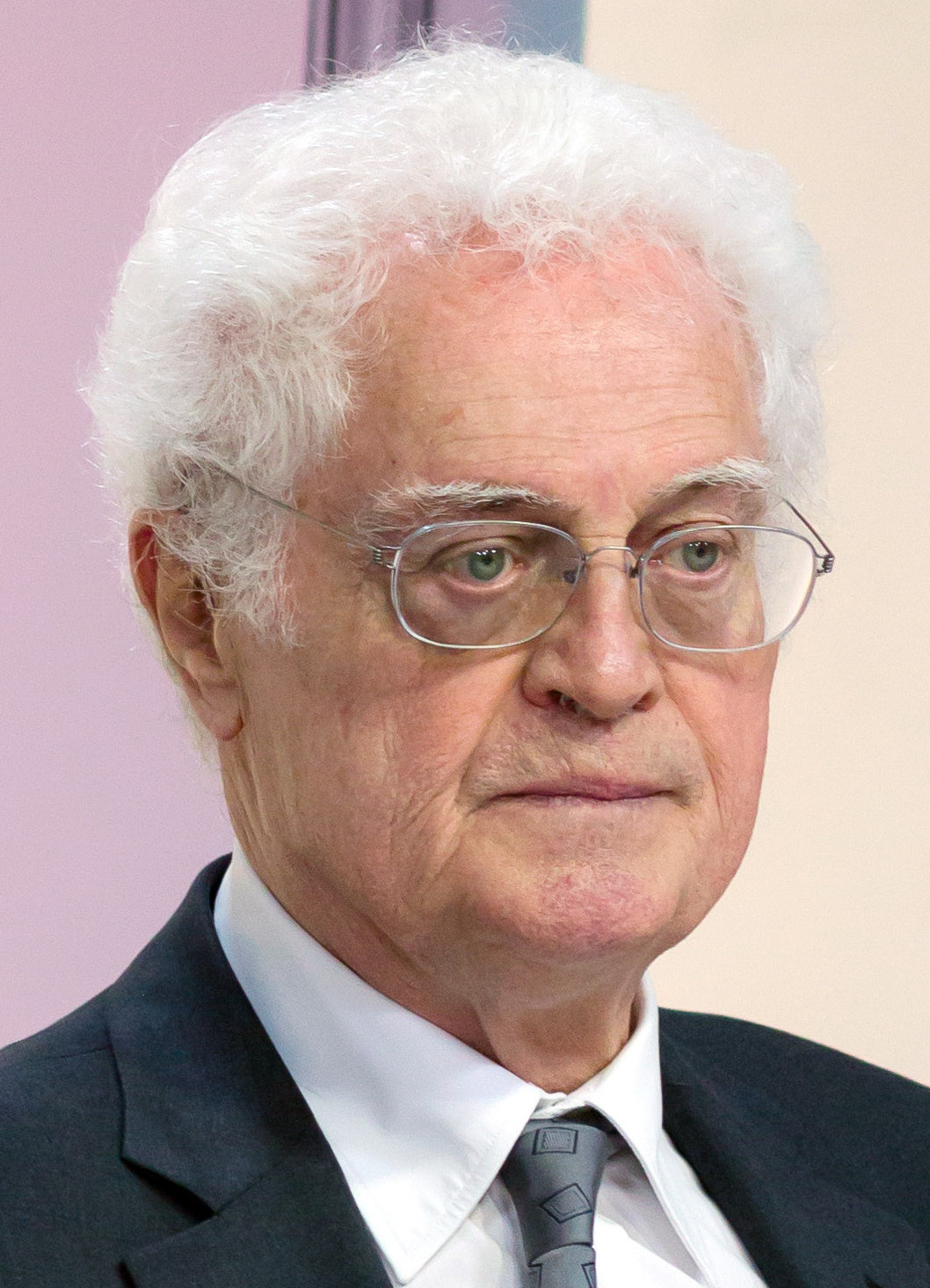
Lionel Jospin Parti socialiste (1995 : 23,30 % et 47,36 %)
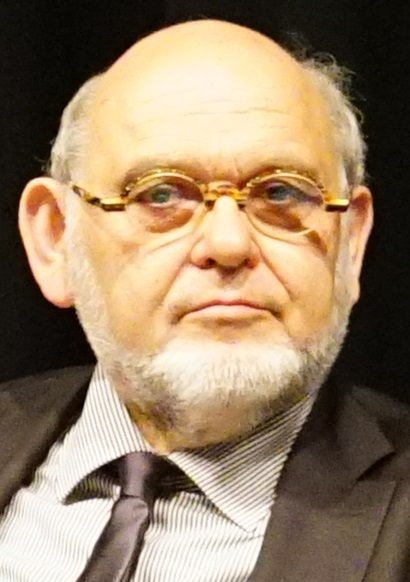
Robert Hue Parti communiste français (1995 : 8,64 %)
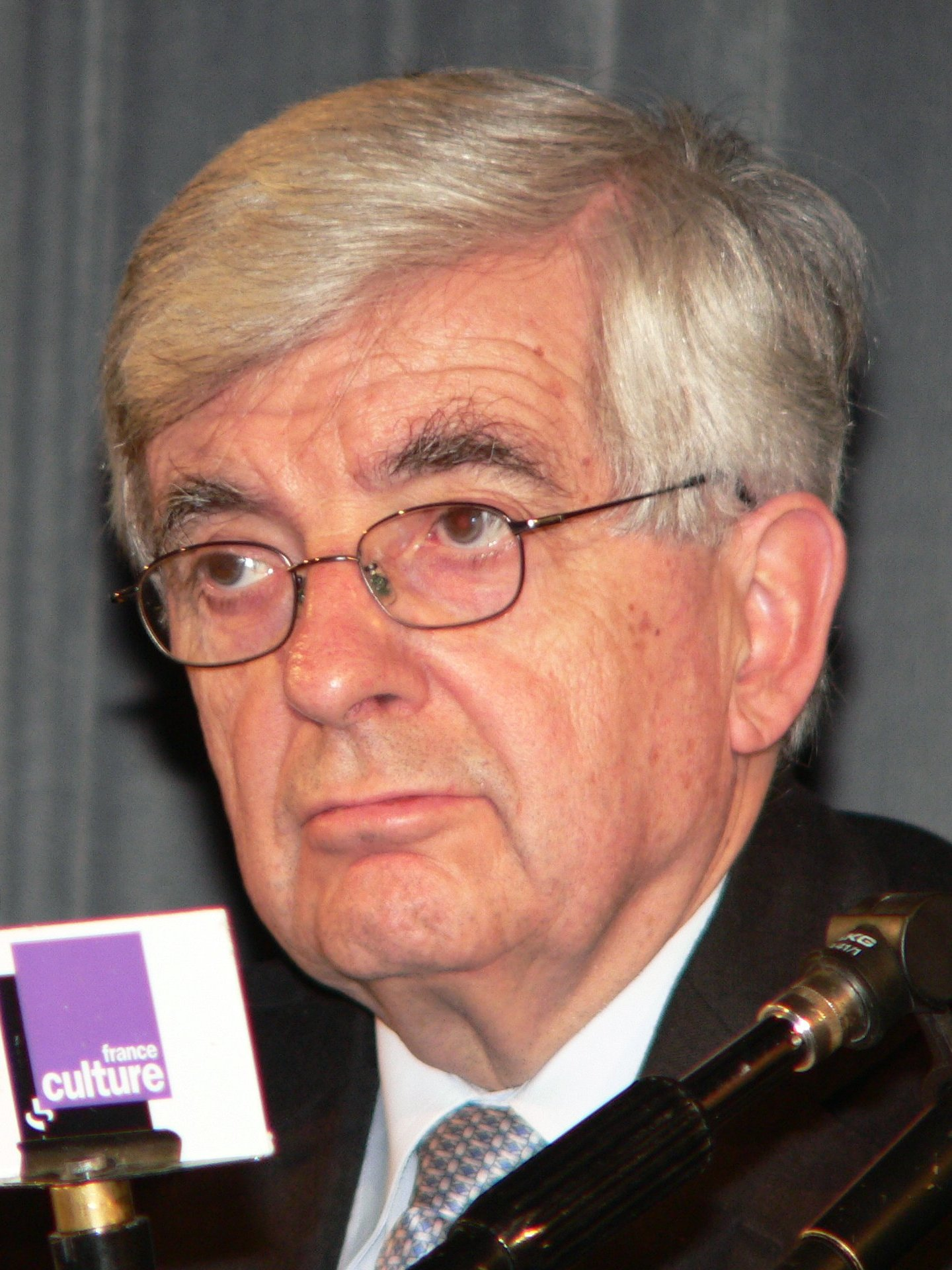
Jean-Pierre Chevènement Mouvement des citoyens

### Centre

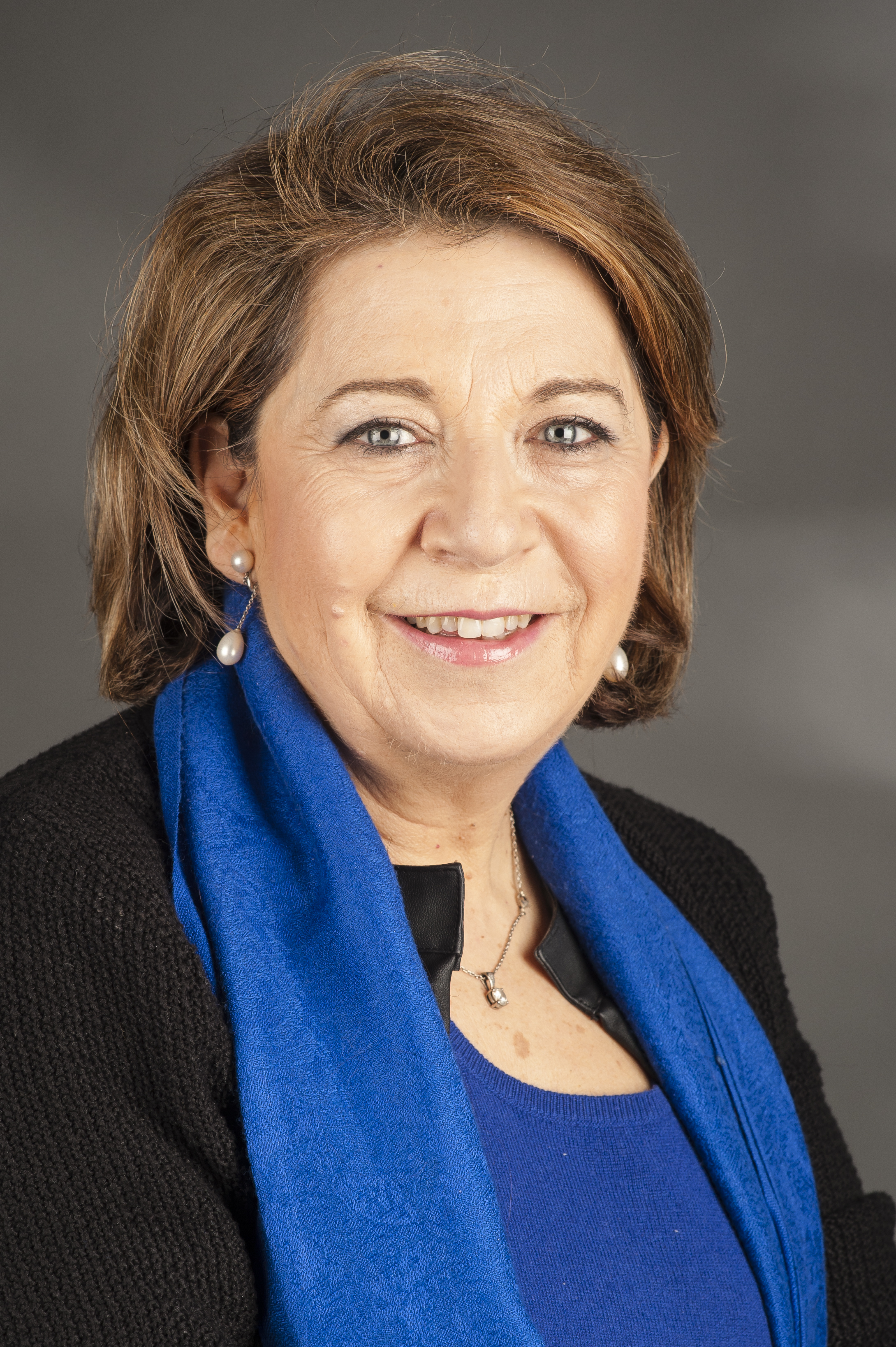
Corinne Lepage Citoyenneté action participation pour le XXIe siècle
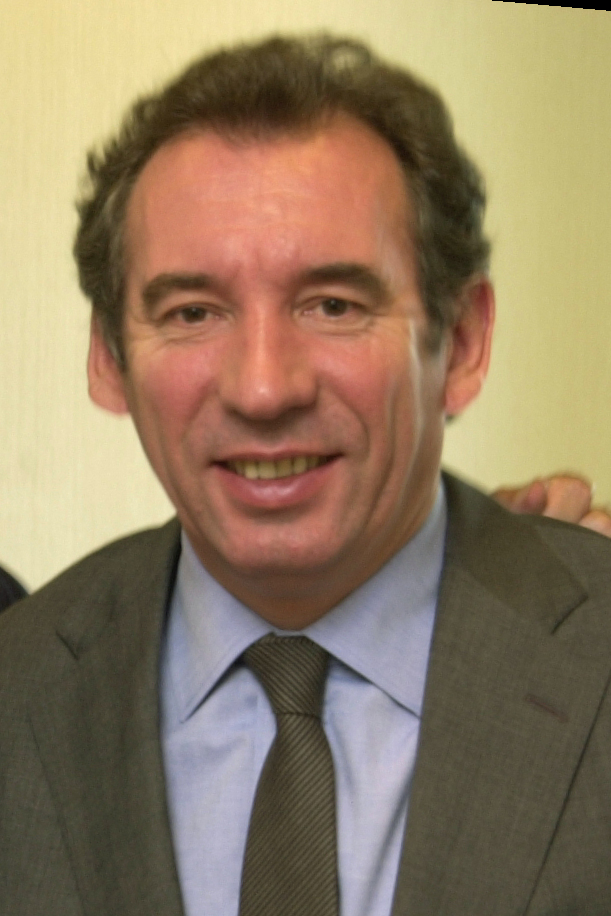
François Bayrou Union pour la démocratie française

### Droite

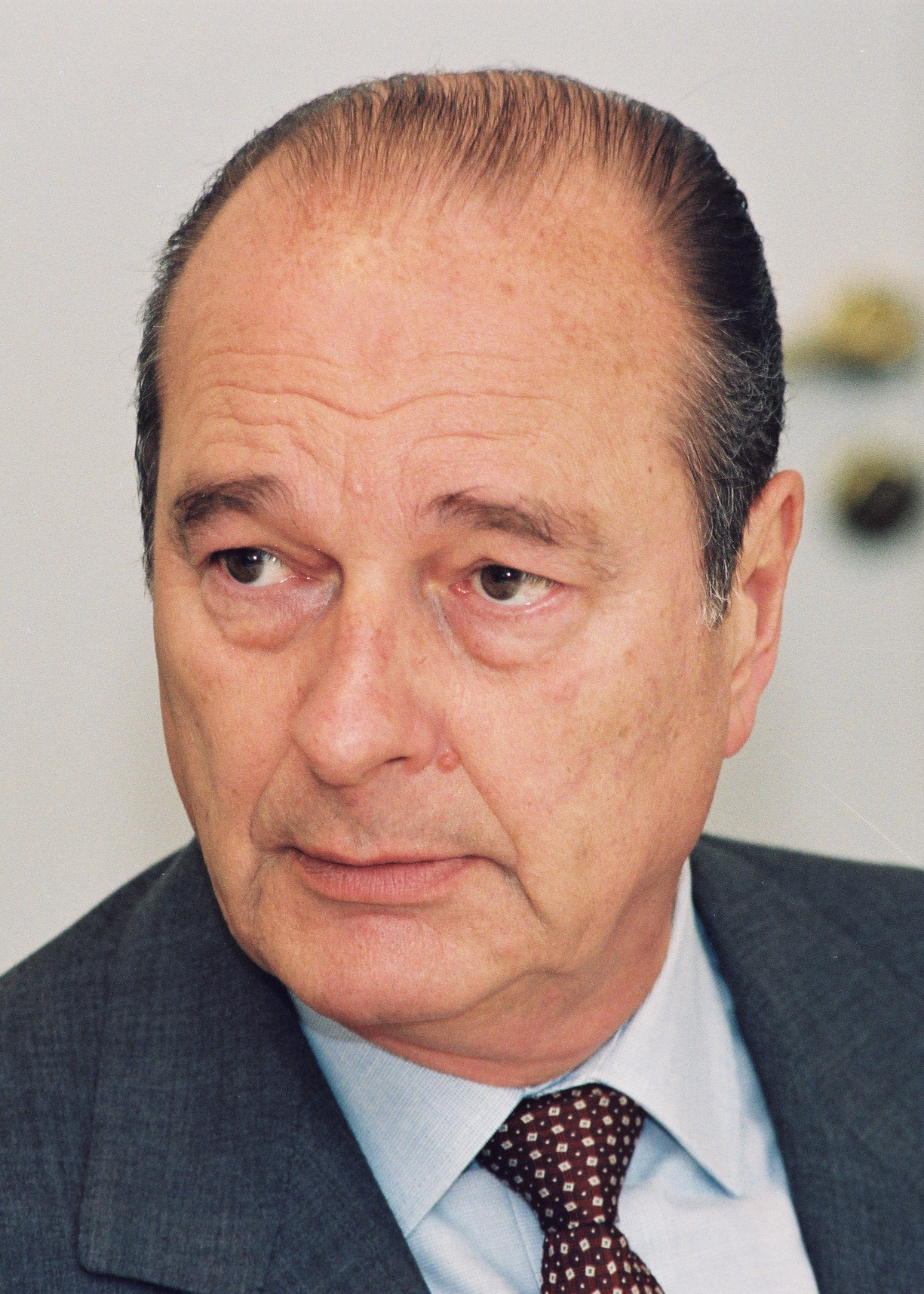
Jacques Chirac Rassemblement pour la République (1981 : 18,00 % – 1988 : 19,96 % et 45,98 % – 1995 : 20,84 % et 52,64 %)
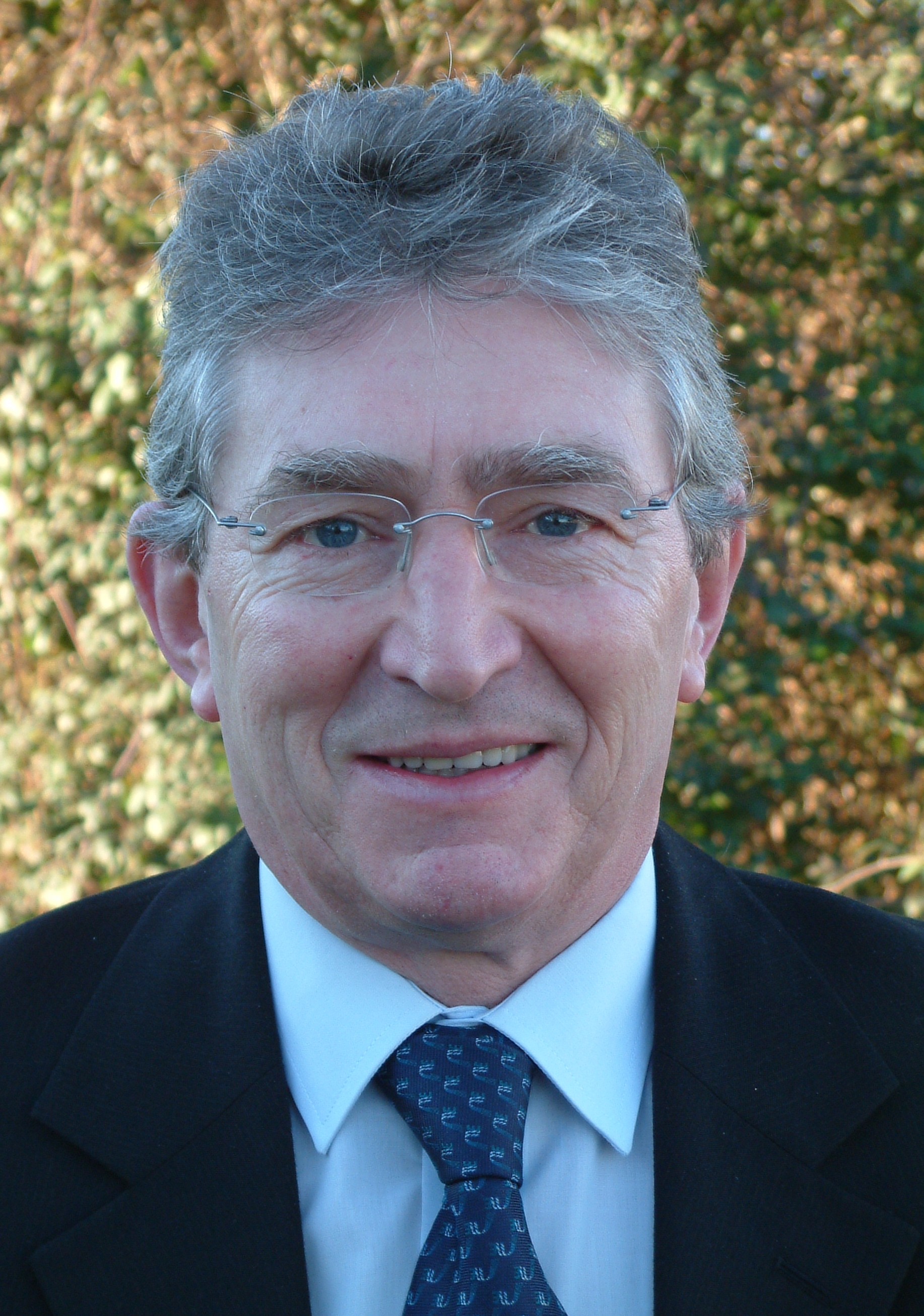
Jean Saint-Josse Chasse, pêche, nature et traditions
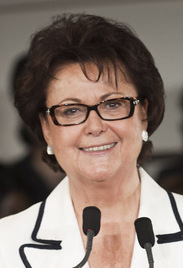
Christine Boutin Forum des républicains sociaux
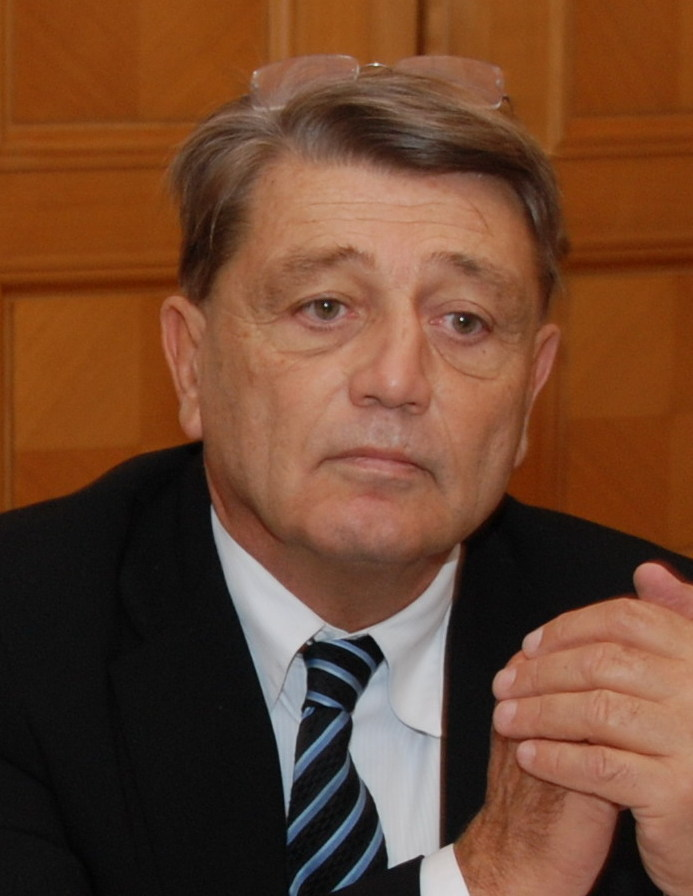
Alain Madelin Démocratie libérale

### Extrême droite
Les tensions présentes depuis plusieurs années au sein du Front national aboutissent à une scission à la fin des années 1990.
Lors du conseil national de décembre 1998, les partisans du délégué général du FN, Bruno Mégret, conspuent le président du parti depuis sa création, Jean-Marie Le Pen. Celui-ci fait exclure Bruno Mégret, qui cherchait à transformer le FN en parti de gouvernement en nouant des alliances avec la droite parlementaire. En janvier 1999, Mégret fonde le Front national-Mouvement national, qui devient ensuite le Mouvement national républicain (MNR). Une majorité de cadres et d'élus du Front national décident alors de le suivre.
L'extrême droite se trouve fragilisée par ces divisions. Aux élections européennes de 1999, le FN arrive en huitième position avec 5,7 % des voix, contre 3,3 % à la liste conduite par Bruno Mégret.
Jean-Marie Le Pen peine à réunir les 500 parrainages nécessaires pour se présenter, handicapé par la quête parallèle de Bruno Mégret et par les pressions de certains proches de Jacques Chirac sur certains élus de droite modérée.

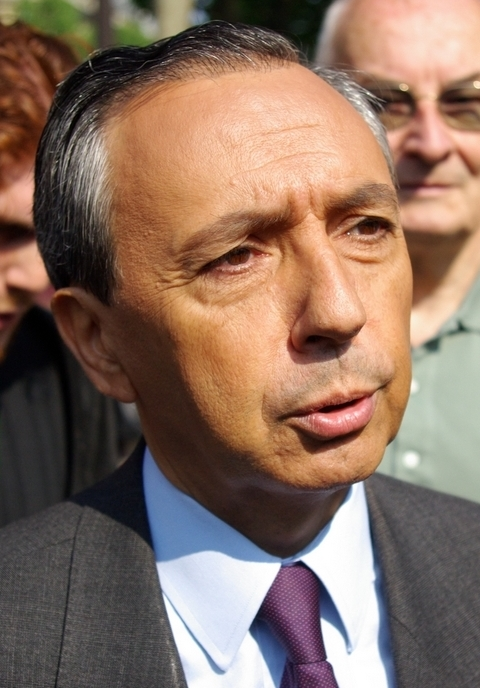
Bruno Mégret Mouvement national républicain
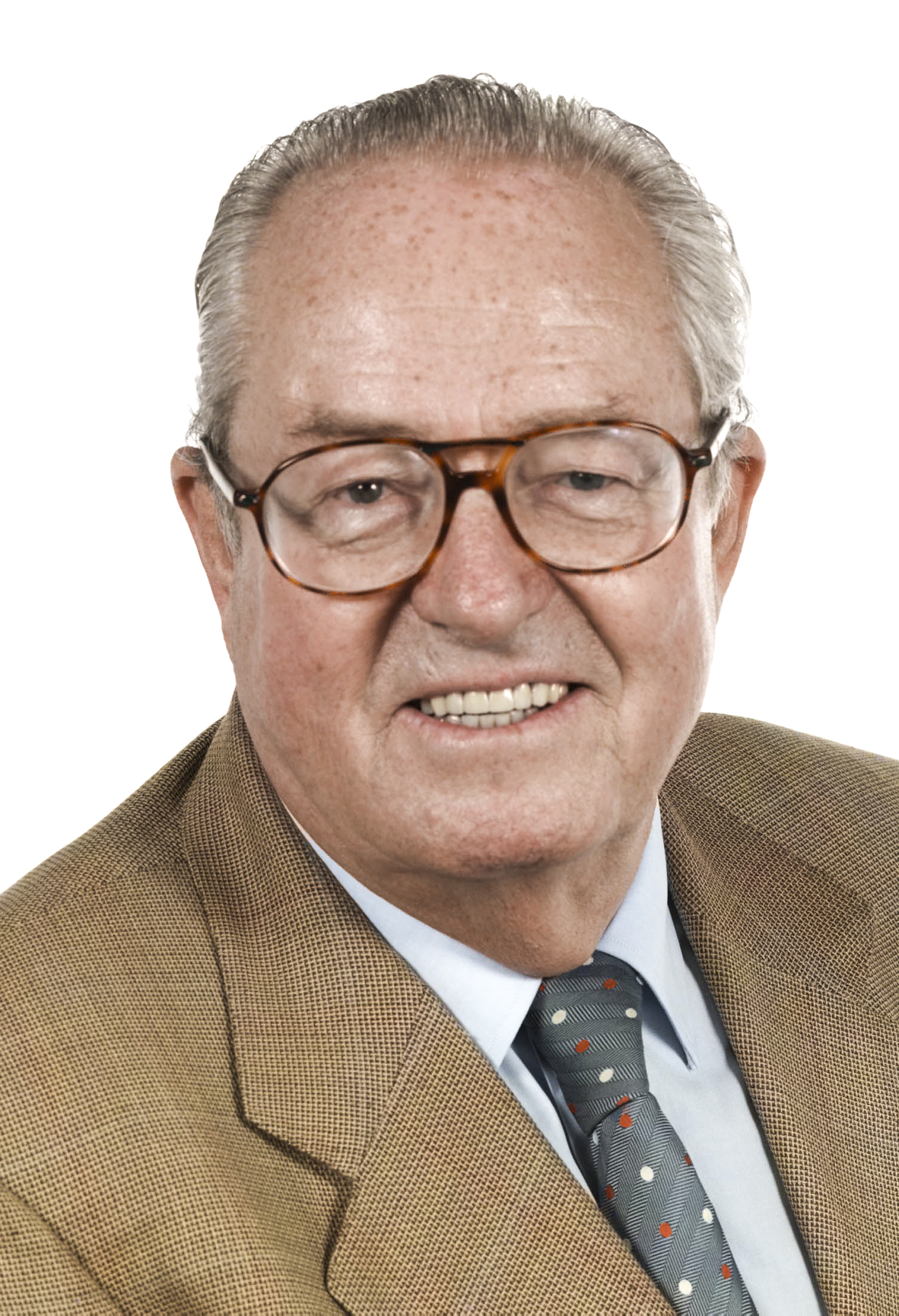
Jean-Marie Le Pen Front national (1974 : 0,75 % – 1988 : 14,38 % – 1995 : 15,00 %)

## Résultats

### Résultats détaillés
| Candidats                | Candidats                | Partis                   | Premier tour | Premier tour | Second tour | Second tour |
| Candidats                | Candidats                | Partis                   | Voix         | %            | Voix        | %           |
| ------------------------ | ------------------------ | ------------------------ | ------------ | ------------ | ----------- | ----------- |
|                          | Jacques Chirac           | RPR                      | 5 665 855    | 19,88        | 25 537 956  | 82,21       |
|                          | Jean-Marie Le Pen        | FN                       | 4 804 713    | 16,86        | 5 525 032   | 17,79       |
|                          | Lionel Jospin            | PS                       | 4 610 113    | 16,18        |             |             |
|                          | François Bayrou          | UDF                      | 1 949 170    | 6,84         |             |             |
|                          | Arlette Laguiller        | LO                       | 1 630 045    | 5,72         |             |             |
|                          | Jean-Pierre Chevènement  | MDC                      | 1 518 528    | 5,33         |             |             |
|                          | Noël Mamère              | LV                       | 1 495 724    | 5,25         |             |             |
|                          | Olivier Besancenot       | LCR                      | 1 210 562    | 4,25         |             |             |
|                          | Jean Saint-Josse         | CPNT                     | 1 204 689    | 4,23         |             |             |
|                          | Alain Madelin            | DL                       | 1 113 484    | 3,91         |             |             |
|                          | Robert Hue               | PCF                      | 960 480      | 3,37         |             |             |
|                          | Bruno Mégret             | MNR                      | 667 026      | 2,34         |             |             |
|                          | Christiane Taubira       | PRG                      | 660 447      | 2,32         |             |             |
|                          | Corinne Lepage           | Cap21                    | 535 837      | 1,88         |             |             |
|                          | Christine Boutin         | FRS                      | 339 112      | 1,19         |             |             |
|                          | Daniel Gluckstein        | PT                       | 132 686      | 0,47         |             |             |
|                          |                          |                          |              |              |             |             |
| Suffrages exprimés       | Suffrages exprimés       | Suffrages exprimés       | 28 498 471   | 96,62        | 31 062 988  | 94,61       |
| Votes blancs et nuls     | Votes blancs et nuls     | Votes blancs et nuls     | 997 262      | 3,38         | 1 769 307   | 5,39        |
| Total                    | Total                    | Total                    | 29 495 733   | 100          | 32 832 295  | 100         |
| Abstentions              | Abstentions              | Abstentions              | 11 698 956   | 28,40        | 8 358 874   | 20,29       |
| Inscrits / Participation | Inscrits / Participation | Inscrits / Participation | 41 194 689   | 71,60        | 41 191 169  | 79,71       |

| Jacques Chirac (82,21 %) |  |  | Jean-Marie Le Pen (17,79 %) |
| ▲                        |  |  |                             |

## Analyse

### Analyse générale
Le premier tour de l’élection présidentielle marque plusieurs succès pour Jean-Marie Le Pen :
- Le candidat du FN est bien concurrencé à sa droite par Bruno Mégret, n’ayant pas reçu le soutien du Mouvement national républicain ; cependant, son score de 16,86 % des suffrages est bien supérieur à ce que prévoyaient les sondages : 11,5 % à 14,5 % en mars, et enfin 15 % à la veille du premier tour, tandis que Mégret était crédité de 4,5 %. Un réflexe de vote utile aurait donc joué parmi les électeurs d'extrême droite, et aurait rajouté 2 points au candidat du FN.
- Il se trouve qualifié pour le second tour et distance largement le candidat du MNR (qui ne recueille que 2,4 %) sur l’ensemble du territoire. Il est surtout arrivé en tête dans 35 départements, où il se hisse au-delà de 20 % dans plusieurs d'entre eux, comme en Alsace, où, dans le Bas-Rhin, il obtient 23,3 %, ou en Lorraine, le Nord-Pas-de-Calais, dans les Alpes-Maritimes, dans le Gard, le Var, le Vaucluse, les Bouches-du-Rhône, l'Hérault, les Pyrénées-Orientales, l'Eure, la Franche-Comté, ainsi qu'en Lot-et-Garonne et Tarn-et-Garonne, dans la Loire, le Rhône, l'Ain, la Haute-Savoie, la Savoie, la Drôme et l'Isère.

Ce bon résultat de Jean-Marie Le Pen doit toutefois être restitué dans un contexte de forte fragmentation de l'offre politique (16 candidats), et de fort émiettement électoral. Le candidat du FN ne gagne en effet que 230 000 voix par rapport au résultat qu'il avait obtenu au premier tour de l'élection présidentielle de 1995. Les faibles résultats obtenus par les candidats du PS et du RPR ont indirectement favorisé le succès de Jean-Marie Le Pen, dont le socle électoral s'est avéré être beaucoup plus stable entre deux élections.
En ce qui concerne les deux « candidats sortants », leurs scores sont médiocres : Jacques Chirac ne réalise que 19,88 %, soit près d'un point de moins que son score de 1995 mais aussi le score de premier tour le plus faible pour un président sortant ; quant au Premier ministre du gouvernement de la Gauche plurielle, il essuie un fort recul par rapport à 1995, et de ce fait ne se trouve pas qualifié pour le second tour, et n'arrive en tête qu'en Seine-Saint-Denis, en Ariège, dans la Haute-Garonne, dans les Hautes-Pyrénées, dans l'Aude, dans le Gers, dans le Tarn, dans les Landes et dans la Nièvre. En conséquence, Lionel Jospin annonce le 21 avril même son retrait de la vie politique. Le score décevant du candidat socialiste a d'une certaine manière mis le voile sur la bonne tenue de la Gauche plurielle dans son ensemble, les candidats des Verts, du PRG, du PCF et du MDC cumulant plus de 15 % des suffrages exprimés.
Arrivé quatrième au premier tour, François Bayrou obtient 6,84 % des suffrages exprimés, un score se situant dans la fourchette haute de ce que pouvaient lui laisser espérer les instituts de sondages avant l'élection, avec des intentions de vote plus proches des 5 %. Le candidat de l'UDF fait ainsi mieux qu'Arlette Laguiller et Jean-Pierre Chevènement, qui étaient crédités de scores supérieurs au cours de la campagne. Son score, le plus faible jamais atteint par l'UDF, s'explique notamment par la concurrence à la droite de Bayrou d'Alain Madelin, ex-UDF libéral qui recueille de son côté 3,91 % des suffrages exprimés.
L'élection présidentielle de 2002 a également été marquée par une forte poussée de l'extrême gauche trotskyste : la candidate de LO et le candidat de la LCR obtiennent chacun le meilleur score de leur parti :
- d’une part, Arlette Laguiller, à sa cinquième candidature, réalise le score le plus haut de Lutte ouvrière depuis l’élection de 1974, et s'impose comme la candidate la mieux placée à la gauche du Parti socialiste et de Lionel Jospin ;
- Olivier Besancenot obtient également un très bon score pour son parti : 4,25 % des voix, faisant ainsi mieux qu’Alain Krivine en 1969 (1,06 %) et 1974 (0,36 %).

Robert Hue, avec 3,4 % des suffrages, obtient un résultat historiquement mauvais pour le PCF, très éloigné du score qu'il avait obtenu à l'élection présidentielle de 1995 lors de laquelle il avait obtenu près de 9 % des suffrages. Il est en outre devancé tant par Arlette Laguiller que par Olivier Besancenot, ce qui constitue une inversion de tendance historique dans la famille de l'extrême gauche en France.
Noël Mamère fait, quant à lui, le meilleur score historique en France pour un candidat écologiste, surpassant même les 5 %. Ce relatif bon score lui permet d'être le seul écologiste à avoir sa campagne remboursée. Celui qui avait fait le meilleur score écologiste, en 1988, Antoine Waechter, est surpassé de presque 1,5 point.

### Premier tour
Le 21 avril 2002 est inédit dans la vie politique française, puisqu'un candidat d'un parti classé à l'extrême droite de l'échiquier politique se trouve qualifié pour le second tour d'une élection présidentielle. Pour la deuxième fois sous la Cinquième République, la gauche n'est pas représentée au second tour d'une élection présidentielle (le second tour de l'élection de 1969 avait vu s'opposer également deux candidats de droite, en l'occurrence Georges Pompidou et Alain Poher).
C'est également le plus fort taux d'abstention observé au premier tour d'une élection présidentielle, et ce depuis le passage en 1962 au suffrage universel, avec 28,4 %. Pour la deuxième fois consécutive, les deux candidats présents au second tour totalisent moins de 50 % des suffrages exprimés (36,74 % en 2002, 44,14 % en 1995), ce qui oblige près des deux tiers des électeurs à faire un autre choix que celui qu'ils avaient fait au premier tour.
À 20 h, les estimations donnent Jacques Chirac en tête avec 20 % des voix, contre 17 % à Jean-Marie Le Pen, lequel élimine Lionel Jospin, donné à 16 % des suffrages. Ce dernier annonce le soir même son retrait de la vie politique.
Si le premier tour a connu un nombre record de candidats, seuls 3 sur 16 n'ont pas dépassé 2 % des suffrages exprimés (Corinne Lepage, Christine Boutin et Daniel Gluckstein), contre 7 sur 12 en lice lors de l'élection présidentielle de 1974.

### Entre-deux-tours

Candidat arrivé en tête par département au 1er tour :
Jacques Chirac
Jean-Marie Le Pen
Lionel Jospin
Christiane Taubira

À l'exception de Bruno Mégret, qui appelle au soutien du candidat Jean-Marie Le Pen, ainsi que d'Arlette Laguiller et Daniel Gluckstein, qui refusent de soutenir un candidat ou un autre, tous les candidats du premier tour appellent à voter pour Jacques Chirac.
Des manifestations se déroulent dans la nuit du 21 au 22 avril 2002, puis les 22 et 23 avril, dans les grandes villes françaises, pour protester contre la présence de Jean-Marie Le Pen au second tour. Ces manifestations se sont poursuivies durant tout l'entre-deux-tours atteignant leur apogée pour le 1er mai.
- Mercredi 24 avril : 60 000 personnes dans les rues des grandes villes.
- Jeudi 25 avril : 250 000 personnes dans les rues des grandes villes.
- Samedi 27 avril : 200 000 personnes dans les rues des grandes villes, dont 45 000 à Paris.
- Mercredi 1er mai : de 1 300 000 (chiffres du ministère de l'Intérieur) à 2 000 000 (selon les organisateurs) manifestants dans une centaine de villes (dont 400 000 à Paris, toujours selon le ministère de l'Intérieur[13]).

De son côté, le Front national mobilise, le 1er mai, entre 10 000 (selon la police) et 100 000 (selon les organisateurs) personnes au défilé annuel du parti à Paris en l'honneur de Jeanne d'Arc et pour soutenir Jean-Marie Le Pen.
Jacques Chirac refuse de débattre à la télévision avec Jean-Marie Le Pen. Un mouvement, lancé par des militants de gauche et d'extrême gauche sur internet, invite les électeurs de gauche à aller voter pour Jacques Chirac « avec des gants ou une pince à linge sur le nez ».

### Second tour
Jacques Chirac est réélu président de la République avec 82,21 % ; Jean-Marie Le Pen obtient 17,79 % des suffrages exprimés, avec 720 319 voix supplémentaires par rapport au premier tour, soit une progression de 15 %. Avec 19 872 101 voix supplémentaires par rapport au premier tour, Jacques Chirac réalise une progression de 350 %.
Les consignes de vote des candidats éliminés au premier tour et l'alliance de la quasi-totalité de la classe politique pour faire barrage au président du Front national permettent à Jacques Chirac d'obtenir ce résultat. Il s'agit en effet du plus important score réalisé en France dans une élection présidentielle au suffrage universel direct, Louis-Napoléon Bonaparte n'avait pas obtenu autant lors du vote au suffrage universel masculin direct de 1848 (74,2 %).
Le 6 mai au matin, Lionel Jospin présente sa démission. Quelques heures plus tard, Jacques Chirac nomme Jean-Pierre Raffarin au poste de Premier ministre.

## Comptes de campagne
Les comptes de tous les candidats sont validés, sauf ceux de Bruno Mégret qui a bénéficié, de la part d’une personne morale autre qu’un parti politique (la commune de Vitrolles), d’avantages en nature.
| Candidat                | Résultat au 1er tour | Dépenses        | Remboursements |
| ----------------------- | -------------------- | --------------- | -------------- |
| Jacques Chirac          | 19,88 %              | 18 030 826,42 € | 9 882 000,00 € |
| Jean-Marie Le Pen       | 16,86 %              | 12 050 718,14 € | 9 882 000,00 € |
| Lionel Jospin           | 16,18 %              | 12 506 834,00 € | 7 398 000,00 € |
| François Bayrou         | 6,84 %               | 8 830 534,00 €  | 7 398 000,00 € |
| Arlette Laguiller       | 5,72 %               | 2 381 073,68 €  | 2 354 574,52 € |
| Jean-Pierre Chevènement | 5,33 %               | 9 641 668,00 €  | 7 398 000,00 € |
| Noël Mamère             | 5,25 %               | 4 067 561,77 €  | 3 964 433,77 € |
| Olivier Besancenot      | 4,25 %               | 753 421,00 €    | 726 429,00 €   |
| Jean Saint-Josse        | 4,23 %               | 808 341,59 €    | 728 203,10 €   |
| Alain Madelin           | 3,91 %               | 3 202 161,00 €  | 682 000,00 €   |
| Robert Hue              | 3,37 %               | 5 339 020,23 €  | 739 800,00 €   |
| Bruno Mégret            | 2,34 %               | comptes rejetés | 0,00 €         |
| Christiane Taubira      | 2,32 %               | 1 231 576,77 €  | 739 800,00 €   |
| Corinne Lepage          | 1,88 %               | 758 380,24 €    | 709 450,87 €   |
| Christine Boutin        | 1,19 %               | 1 581 351,99 €  | 257 640,03 €   |
| Daniel Gluckstein       | 0,47 %               | 573 835,88 €    | 535 242,45 €   |

## Conséquences

### Politiques
De nombreux médias ayant appelé à voter Chirac à contrecœur emploient les termes de « claque » ou de « coup de tonnerre » pour qualifier le 21 avril 2002. Ce jour marquerait la naissance de la conscience politique d'une partie de la génération née dans les années 1980 et 1990, tout comme le 10 mai 1981, fêté par la classe ouvrière et plus tard symbole de l'écart avec les gouvernés. Selon Jean-Yves Camus, « mobilisation morale » et très peu politique, le mouvement qui s'est illustré par des manifestations massives connaît une rapide démobilisation après le second tour.
Ce résultat provoque une recomposition du paysage politique. Après la démission du gouvernement Jospin, Jean-Pierre Raffarin est nommé Premier ministre par Jacques Chirac. La droite parlementaire entreprend alors de se réunir dans un mouvement d'abord appelé Union pour la majorité présidentielle, qui deviendra ensuite l'Union pour un mouvement populaire (UMP). Aux élections législatives de juin 2002, la droite l'emporte largement, tandis que le Parti socialiste obtient un mauvais score.

### Vote utile
La présence du Front national au second tour renforce le débat sur le vote utile pour les élections suivantes. Celui-ci est considéré par certains comme anti-démocratique, le premier tour devant représenter fidèlement les sensibilités politiques de l'ensemble des votants, et par d'autres comme une nécessité pour contrer la présence au second tour de tel ou tel candidat/parti jugés dangereux selon leurs critères.
Pendant la campagne pour l'élection présidentielle de 2007, le souvenir du « 21 avril » fut largement rappelé afin d'appeler à voter « utile », c'est-à-dire pour l'un des deux candidats favoris.
L'élection présidentielle de 2017 met à nouveau au second tour un candidat du Front national (Marine Le Pen, fille de Jean-Marie Le Pen) aux prises avec un candidat soutenu par les partis de gouvernement : Emmanuel Macron (En marche), ancien ministre du président sortant François Hollande. Le souvenir du « 21 avril » est évoqué.
Le principe de l'élection primaire se diffusa en conséquence : il permet de mettre en compétition les candidats d'une même famille politique sans risque d'élimination par les Le Pen. Elle fut d'abord chez les socialistes fermée (2006) puis ouverte (2011), et est mise en place à droite en 2016.
Ainsi, en 2007 et 2012, les candidats des deux écuries ont réalisé de bien meilleurs scores et, à l'exception de François Bayrou qui réussit une campagne de 2007 contre le vote utile, tous les petits partis ont perdu des voix. Seul le Front national est revenu au niveau de 2002. Pendant la campagne de 2012, plusieurs sondages ont prévu un « 21 avril à l'envers ».

### Débat sur les sondages
Il s'ensuit un débat concernant les techniques de sondages, leurs résultats et leurs interprétations. Si les résultats des derniers sondages étaient relativement fiables pour la majorité des candidats, les instituts réalisant les enquêtes ainsi que les journalistes et les personnalités politiques n'avaient pas anticipé la possible présence du Front national au second tour. Un duel RPR/PS semblant acquis, des bulletins de vote au nom de Lionel Jospin ont même été imprimés par l'équipe de celui-ci avant le premier tour. Dans Le Monde du 17 avril 2002, Jean-Marie Le Pen se montre confiant dans sa capacité à accéder au second tour ; son équipe de campagne a réservé à cette date des chapiteaux pour six réunions entre les deux tours.

## Engagement d'artistes
Durant la nuit du premier tour, Damien Saez compose et enregistre un titre en téléchargement gratuit, Fils de France.
Sur l'album Révolution.com, No One Is Innocent dénonce l'abstentionnisme dans la chanson Où étions-nous ?.